# ABC-CLIO
ABC-CLIO est une maison d'édition américaine fondé en 1955.